# Rosangélica Escobar
Rosangélica "Rosa" Escobar Arriaga (* 13. November 1993) ist eine kolumbianische Leichtathletin, die im Sprint sowie im Mittelstreckenlauf an den Start geht.

## Sportliche Laufbahn
Erste internationale Erfahrungen sammelte Rosangélica Escobar im Jahr 2009, als sie bei den Juniorensüdamerikameisterschaften in São Paulo im 800-Meter-Lauf in 2:13,73 min die Bronzemedaille gewann und über 1500 Meter in 4:47,96 min den vierten Platz belegte. Zudem gewann sie in der kolumbianischen 4-mal-400-Meter-Staffel in 3:51,84 min die Silbermedaille. Im Jahr darauf wurde sie bei den U23-Südamerikameisterschaften, die im Zuge der Südamerikaspiele in Medellín ausgetragen wurde, in 2:14,91 min Vierte über 800 Meter und anschließend gewann sie bei den Jugendsüdamerikameisterschaften in Santiago de Chile in 2:13,93 min die Silbermedaille. 2011 gewann sie dann bei den Juniorensüdamerikameisterschaften in Medellín in 54,70 s die Bronzemedaille im 400-Meter-Lauf und sicherte sich in 2:06,87 min Silber. Zudem siegte sie in der 4-mal-400-Meter-Staffel in 3:36,74 min und stellte mit dieser Zeit einen neuen Meisterschafts- und Juniorinnensüdamerikarekord auf. 2012 startete sie dann mit der Staffel bei den Juniorenweltmeisterschaften in Barcelona, verpasste dort aber mit 3:39,44 min den Finaleinzug. Im Jahr darauf belegte sie bei den Südamerikameisterschaften in Cartagena in 56,85 s den siebten Platz über 400 Meter und erreichte im 800-Meter-Lauf in 2:11,48 min Rang acht.
Bei den IAAF World Relays 2017 auf den Bahamas wurde sie in 3:38,02 min Dritte im B-Finale der 4-mal-400-Meter-Staffel und anschließend wurde sie bei den Südamerikameisterschaften in Luque in 54,54 s Sechste über 400 Meter und gewann im Staffelbewerb in 3:33,92 min gemeinsam mit Eliana Chávez, Astrid Balanta und Jennifer Padilla die Silbermedaille hinter dem Team aus Brasilien. Ende November siegte sie dann in 2:03,41 min bei den Juegos Bolivarianos in Santa Marta über 800 Meter und gewann mit der Staffel in 3:38,49 min die Silbermedaille hinter Chile. Im Jahr darauf gewann sie bei den Südamerikaspielen in Cochabamba in 2:16,89 min die Silbermedaille über 800 Meter hinter der Uruguayerin Déborah Rodríguez und siegte mit der Staffel gemeinsam mit Eliana Chávez, Melissa González und Jennifer Padilla mit neuem Spielerekord von 3:31,87 min. Anschließend schied sie bei den Zentralamerika- und Karibikspielen in Barranquilla mit 2:08,16 min im Vorlauf über 800 Meter aus, gewann aber in der Staffel in 3:32,61 min die Bronzemedaille hinter den Teams aus Kuba und Jamaika. 2019 klassierte sie sich bei den Südamerikameisterschaften in Lima mit 2:06,03 min auf dem vierten Platz über 800 Meter und anschließend nahm sie mit der Staffel an den Panamerikanischen Spielen ebendort teil und erreichte dort nach 3:33,02 min Rang sechs. Bei den World Athletics Relays 2021 im polnischen Chorzów verpasste sie mit der kolumbianischen Mixed-Staffel mit 3:17,61 min den Finaleinzug, stellte damit aber einen neuen Landesrekord auf. Anschließend siegte sie bei den Südamerikameisterschaften in Guayaquil in 3:32,81 min gemeinsam mit Angie Palacios, Melissa González und Evelis Aguilar. Im Jahr darauf siegte sie in 2:04,63 min über 800 Meter bei den Juegos Bolivarianos in Valledupar und in 3:36,91 min auch im Staffelbewerb. Im Oktober sicherte sie sich bei den Südamerikaspielen in Asunción in 2:09,56 min die Bronzemedaille hinter Déborah Rodríguez aus Uruguay und Jaqueline Weber aus Brasilien. Zudem siegte sie in 3:31,30 min gemeinsam mit Valeria Cabezas, Evelis Aguilar und Lina Licona in der 4-mal-400-Meter-Staffel und gewann in der Mixed-Staffel in 3:22,87 min gemeinsam mit Nicolás Salinas, Lina Licona und Raúl Mena die Bronzemedaille hinter den Teams aus Brasilien und Ecuador.
2023 wurde sie bei den Südamerikameisterschaften in São Paulo über 800 Meter disqualifiziert. Im Jahr darauf wurde sie bei den World Athletics Relays in Nassau in 3:39,13 min Sechster im B-Lauf in der 1. Qualifikationsrunde über 4-mal 400 Meter für die Olympischen Spiele. Kurz darauf belegte sie bei den Ibero-Amerikanischen Meisterschaften in Cuiabá in 2:05,56 min den fünften Platz über 800 Meter.
In den Jahren 2018 und 2022 wurde Escobar kolumbianische Meisterin im 800-Meter-Lauf sowie 2013 und 2016 in der 4-mal-400-Meter-Staffel.

## Persönliche Bestzeiten
- 400 Meter: 52,69 s, 4. Juni 2016 in Monterrey
- 800 Meter: 2:03,41 min, 23. November 2017 in Santa Marta
- 1500 Meter: 4:47,69 min, 25. Juli 2009 in São Paulo